# مدرسه سوشو
مدرسه سامورایی سوشو (در انگلیسی Soshu) برای اولین بار توسط استاد ماسامونه در اوایل سدهٔ ۱۳ میلادی در ژاپن تشکیل شد. در آن‌جا بود که وی شمشیرهای معروف کتانا را برای اولین بار تولید کرد. ماسامونه بعدها سبک شمشیرزنی سوشو را برای نخستین بار ابداع کرد.